# Gunung Leunop
Gunung Leunop är ett berg i Indonesien.   Det ligger i provinsen Aceh, i den västra delen av landet, 1 700 km nordväst om huvudstaden Jakarta. Toppen på Gunung Leunop är 2 110 meter över havet, eller 640 meter över den omgivande terrängen. Bredden vid basen är 12,7 km.
Terrängen runt Gunung Leunop är kuperad åt sydost, men åt nordväst är den bergig.Runt Gunung Leunop är det glesbefolkat, med 11 invånare per kvadratkilometer. I omgivningarna runt Gunung Leunop växer i huvudsak städsegrön lövskog.